# Party Girl
Party Girl és una pel·lícula estatunidenca dirigida per Nicholas Ray i estrenada l'any 1958.	

## Argument
Thomas Farrell, un advocat, presta els seus serveis a Rico Angelo, el gàngster més poderós de Chicago. Un dia, s'enamora de Vicki Gaye, una ballarina que va a totes les festes de la màfia. Encara que Farrell intenta deixar de treballar per Farrell, aquest li ho impedeix amenaçant Vicki.

## Comentaris
Una curiosa mostra de com el melodrama subverteix el cinema negre mitjançant una redempció, la
de dos personatges –un advocat i una ballarina– sotmesos a una cruel ambigüitat, fruit de la seva relació amb el món dels gàngsters. Tot i estar especialment dotat per a la comèdia, el fort temperament i el rostre prematurament envellit de Lee J. Cobb el van portar a interpretar antipàtics papers de dolent com ara en el film que ens ocupa.

## Repartiment
- Robert Taylor: Thomas 'Tommy' Farrell
- Cyd Charisse: Vicki Gaye
- Lee J. Cobb: Rico Angelo
- John Ireland: Louis Canetto
- Kent Smith: Jeffrey Stewart
- Claire Kelly: Genevieve, esposa de Farrell
- Corey Allen: Cookie La Motte
- Lewis Charles: Danny Rimett, Golden Rooster Mgr.
- David Opatoshu: Lou Forbes, assistent de Farrell
- Kem Dibbs: Joey Vulner
- Patrick McVey: O'Malley, Detectiu
- Barbara Lang: Ginger D'Amour, Party Girl
- Myrna Hansen: Joy Hampton, Party Girl
- Betty Utey: Cindy Consuelo, Party Girl